# La Salle-de-Vihiers
Pour les articles homonymes, voir La Salle.
La Salle-de-Vihiers est une ancienne commune française située dans le département de Maine-et-Loire, en région Pays de la Loire.
Le 15 décembre 2015, elle est devenue une commune déléguée au sein de la commune nouvelle de Chemillé-en-Anjou.

## Géographie
Localité angevine des Mauges, La Salle-de-Vihiers se situe au nord de Coron, sur les routes D 756, Melay / Saint-Hilaire-du-Bois, et D 171, Valanjou / Coron.

## Toponymie et héraldique

### Héraldique
| Blason de Salle-de-Vihiers (La) | Blason  | De gueules au chevron d'argent chargé de sept mouchetures d'hermine de sable posées à plomb, accompagné en chef de deux tours d'or, ouvertes et ajourées du champ, maçonnées de sable et en pointe d'un cœur croiseté d'or ceint d'une couronne d'épines du même; au chef cousu de sinople chargé d'un livre ouvert d'or aux lettres gothiques de sable N sur la page de dextre et D sur celle le senestre, ledit livre accosté de deux gerbes de blé d'or. |
| Blason de Salle-de-Vihiers (La) | Détails | Le statut officiel du blason reste à déterminer. |

## Histoire
En 2014, un projet de fusion de l'ensemble des communes de l'intercommunalité se dessine. Le 2 juillet 2015, les conseils municipaux de l'ensemble des communes du territoire communautaire votent la création d'une commune nouvelle au 15 décembre 2015.

## Politique et administration

### Administration municipale

#### Administration actuelle
Depuis le 15 décembre 2015, La Salle-de-Vihiers constitue une commune déléguée au sein de la commune nouvelle de Chemillé-en-Anjou et dispose d'un maire délégué.
| Période                                  | Période | Identité       | Étiquette | Qualité |
| ---------------------------------------- | ------- | -------------- | --------- | ------- |
| décembre 2015                            |         | Pascal Cassin, |           |         |
| Les données manquantes sont à compléter. |         |                |           |         |

#### Administration ancienne
| Période                                  | Période          | Identité                                         | Étiquette | Qualité |
| ---------------------------------------- | ---------------- | ------------------------------------------------ | --------- | ------- |
| 1896                                     | 1930             | François de Maillé de La Tour-Landry (1853-1941) |           |         |
| 1930                                     | 1945             | Henri de Bossoreille                             |           |         |
| 1945                                     | 1967             | Jules Maugin                                     |           |         |
| 1967                                     | 1977             | Armand Leau                                      |           |         |
| 1977                                     | 2001             | Francis Tijou                                    |           |         |
| 2001                                     | mars 2008        | Jean-Marie Cochard                               |           |         |
| mars 2008                                | mars 2014        | Marie-Renée Humeau                               |           |         |
| mars 2014                                | 14 décembre 2015 | Pascal Cassin                                    |           |         |
| Les données manquantes sont à compléter. |                  |                                                  |           |         |

### Ancienne situation administrative
La commune était membre de la communauté de communes de la région de Chemillé, elle-même membre du syndicat mixte Pays des Mauges. La communauté de communes cesse d'exister le 15 décembre 2015 et ses compétences sont transférées à la commune nouvelle de Chemillé-en-Anjou.
Jusqu'en 2014, la commune fait partie du canton de Vihiers et de l'arrondissement de Saumur. Le canton de Vihiers compte alors dix-sept communes. C'est l'un des quarante et un cantons que compte le département ; circonscriptions électorales servant à l'élection des conseillers généraux, membres du conseil général du département. Dans le cadre de la réforme territoriale, un nouveau découpage territorial pour le département de Maine-et-Loire est défini par le décret du 26 février 2014. Le canton de Vihiers disparait et la commune est rattachée au canton de Cholet-2, avec une entrée en vigueur au renouvellement des assemblées départementales de 2015.
Le 15 décembre 2015, pour tenir compte de la création de la commune nouvelle de Chemillé-en-Anjou, La Salle-de-Vihiers est rattaché à l'arrondissement de Cholet.

## Population et société

### Évolution démographique
L'évolution du nombre d'habitants est connue à travers les recensements de la population effectués dans la commune depuis 1793. À partir du 1er janvier 2009, les populations légales des communes sont publiées annuellement dans le cadre d'un recensement qui repose désormais sur une collecte d'information annuelle, concernant successivement tous les territoires communaux au cours d'une période de cinq ans. 
Pour les communes de moins de 10 000 habitants, une enquête de recensement portant sur toute la population est réalisée tous les cinq ans, les populations légales des années intermédiaires étant quant à elles estimées par interpolation ou extrapolation. Pour la commune, le premier recensement exhaustif entrant dans le cadre du nouveau dispositif a été réalisé en 2007,.
En 2013, la commune comptait 1 036 habitants, en évolution de −2,91 % par rapport à 2008 (Maine-et-Loire : +3,3 %, France hors Mayotte : +2,49 %).
| 1793  | 1800 | 1806 | 1821 | 1831 | 1836 | 1841 | 1846  | 1851  |
| ----- | ---- | ---- | ---- | ---- | ---- | ---- | ----- | ----- |
| 1 105 | 600  | 847  | 924  | 976  | 993  | 954  | 1 009 | 1 101 |

| 1856  | 1861  | 1866  | 1872  | 1876  | 1881  | 1886  | 1891  | 1896 |
| ----- | ----- | ----- | ----- | ----- | ----- | ----- | ----- | ---- |
| 1 203 | 1 221 | 1 167 | 1 127 | 1 079 | 1 091 | 1 037 | 1 011 | 964  |

| 1901 | 1906 | 1911 | 1921  | 1926  | 1931 | 1936 | 1946 | 1954 |
| ---- | ---- | ---- | ----- | ----- | ---- | ---- | ---- | ---- |
| 950  | 996  | 955  | 1 040 | 1 024 | 927  | 950  | 936  | 996  |

| 1962 | 1968 | 1975 | 1982 | 1990 | 1999 | 2007  | 2012  | 2013  |
| ---- | ---- | ---- | ---- | ---- | ---- | ----- | ----- | ----- |
| 922  | 903  | 894  | 902  | 922  | 900  | 1 058 | 1 039 | 1 036 |

### Pyramide des âges
La population de la commune est relativement âgée. Le taux de personnes d'un âge supérieur à 60 ans (33,1 %) est en effet supérieur au taux national (21,8 %) et au taux départemental (21,4 %).
À l'instar des répartitions nationale et départementale, la population féminine de la commune est supérieure à la population masculine. Le taux (59,9 %) est supérieur de plus de deux points au taux national (51,9 %).
La répartition de la population de la commune par tranches d'âge est, en 2008, la suivante :
- 40,1 % d’hommes (0 à 14 ans = 24,1 %, 15 à 29 ans = 17,7 %, 30 à 44 ans = 25,5 %, 45 à 59 ans = 16,3 %, plus de 60 ans = 16,5 %) ;
- 59,9 % de femmes (0 à 14 ans = 15,9 %, 15 à 29 ans = 14 %, 30 à 44 ans = 15,8 %, 45 à 59 ans = 10,1 %, plus de 60 ans = 44,1 %).

| Hommes | Classe d’âge | Femmes |
| ------ | ------------ | ------ |
| 0,7    | 90 ans ou +  | 7,9    |
| 6,6    | 75 à 89 ans  | 22,2   |
| 9,2    | 60 à 74 ans  | 14,0   |
| 16,3   | 45 à 59 ans  | 10,1   |
| 25,5   | 30 à 44 ans  | 15,8   |
| 17,7   | 15 à 29 ans  | 14,0   |
| 24,1   | 0 à 14 ans   | 15,9   |

| Hommes | Classe d’âge | Femmes |
| ------ | ------------ | ------ |
| 0,4    | 90 ans ou +  | 1,1    |
| 6,3    | 75 à 89 ans  | 9,5    |
| 12,1   | 60 à 74 ans  | 13,1   |
| 20,0   | 45 à 59 ans  | 19,4   |
| 20,3   | 30 à 44 ans  | 19,3   |
| 20,2   | 15 à 29 ans  | 18,9   |
| 20,7   | 0 à 14 ans   | 18,7   |

### Vie locale
Chaque année, des fêtes municipales sont organisées par le Comité des fêtes de La Salle-de-Vihiers. La principale fête est l'Assemblée qui se déroule le 1er week-end de juin. Au début de l'année, il y a également l'élection de la reine et du roi de 18 ans qui sont élus au sein du village. Une troupe de théâtre, les Sall'timbancs, présente aussi des spectacles.

## Économie
Sur 74 établissements présents sur la commune à fin 2010, 46 % relevaient du secteur de l'agriculture (pour une moyenne de 17 % sur le département), 5 % du secteur de l'industrie, 11 % du secteur de la construction, 30 % de celui du commerce et des services et 8 % du secteur de l'administration et de la santé.

## Culture locale et patrimoine

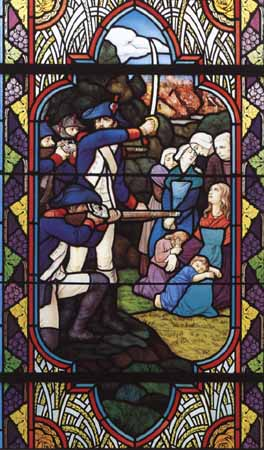
Vitrail de l'église évoquant la guerre de Vendée.

### Lieux et monuments
- Église de La Salle-de-Vihiers.
- Couvent de Sœurs de la Charité dit Couvent la Communauté, domaine de la congrégation construit de 1866 à 1872[21],[22].

### Personnalités liées à la commune
- René-François Soyer (1767-1845), évêque de Luçon, a été curé de la paroisse de La Salle-de-Vihiers.
- Jean-Maurice Catroux (1794-1863), prêtre catholique français, fondateur des Filles de la Charité du Sacré-Cœur de Jésus, curé de la paroisse de La Salle-de-Vihiers.